# 리노이에 마사후미
리노이에 마사후미(李家 正文, 1909년 7월 17일 ~ 1998년 7월 4일)는 히로시마현 출신의 언론인이자, 작가, 역사학자이다. 고쿠가쿠인 대학(國學院大學) 졸업. 히로시마여학원전문학교의 강사로 근무했고, 아사히신문사에 입사해 영화국장, 출판국장, 아사히학생신문사사장 등을 역임하였다. 일본판 루트인 《찾아낸 이천년 전의 뿌리: 나를 인도한 흰 오얏꽃 (探しあてた二千年前のルーツ -　私を導いた白い李の花)》의 저자이다.
임진왜란 때 고니시 유키나가에게 포로로 잡혀서 일본으로 와 모리 번 사무라이의 전속 의사(醫師)로 생활한 리노이에 모토히로의 후손이다. 리노이에는 죠슈 정에 처음 상륙했고 이후 그의 후손들은 장주이가파라고 칭하게 되었다.
소학교시절 일본에는 없는 특이한 성씨 때문에 동급생들에게 조선인이라는 놀림을 받게 되었다. 그는 자신의 희귀한 성씨에 의문을 품었지만, 히로시마에서 군납업을 해 돈을 벌었던 그의 아버지는 그의 의문에 끝내 대답을 해주지 않은 채 타계했다. 중학교 2학년 때부터 백부를 졸라, 백부로부터 리노이에 가문이 조선왕조의 후예라는 말을 들은 것을 계기로 자기 성씨의 뿌리를 연구한 결과, 자신이 정유재란 남원성 전투에서 순직한 이복남 장군의 30대손이자 피로인이 되어 일본으로 끌려간 그의 아들 리노이에 모토히로의 후손이라는 것을 찾아내고 1980년에 이에 대한 책을 출판하였다.
결국 그는 삼성의 회장 이병철의 도움으로 조선 내 혈통을 추적하게 되고, 묘비문을 몇편 구하게 되었다.
1982년 방한하여 조상의 묘소에 참배한 것으로 알려져있다. 그는 아사히학생신문사 사장과, 회장을 역임했다.

## 저서
- 이국사상의 전래와 일본의 종교 異国思想の伝来と日本の宗教
- 찾아낸 이천년 전의 뿌리: 나를 인도한 흰 오얏꽃 探しあてた二千年前のルーツ -　私を導いた白い李の花

## 같이 보기
- 임진왜란
- 리노이에 모토히로
- 이복남
- 심당길
- 여대남
- 이삼평
- 심수관
- 피로인